# Vil·la Farnese
La Vil·la Farnese, o, més exactament el Palau Farnese de Caprarola, és considerada com un dels millors exemples de vil·la « Renaixement. » Va ser construïda per a la família romana dels Farnese a Caprarola, a la Província de Viterbo al Laci. Pertany avui a l'Estat italià i és gestionada pel Pol museístic del Laci.
No cal confondre-la amb el Palau Farnese o la Villa Farnesina, tots dos situats a Roma.

## Descripció
El palau va ser una de les nombroses estades senyorials construïdes pels Farnese en els seus propis dominis. El projecte inicial és el d'una fortalesa defensiva confiada pel primer cardenal Alessandro Farnese a Antonio da Sangallo el Jove i a Peruzzi, ajudats de Serlio primer i de Vignole al final.
L'any 1559 el segon cardenal Alexandre Farnese (net del primer, convertit en papa Pau III) modifica el projecte inicial, mantenint tanmateix el pla pentagonal i la direcció dels treballs passada a Vignola. La construcció és transforma en un imponent palau que es converteix a continuació en la residència estival dels germans Farnese.
En comptes dels baluards en angle, l'arquitecte insereix vastes terrasses obertes sobre el camp circumdant i talla el turó amb escalinates com una manera d'aïllar el palau i al mateix temps, d'inserir-la harmoniosament amb el territori circumdant, obrint un camí rectilini cap al centre del poble situat a sota, manera de connectar el palau amb la ciutat, fent-lo esdevenir el centre dominant. Al centre de la residència s'obre una cort circular de dos pisos connectats per una escala monumental, la Scala Regia.
Els Jardins Farnese (Orti Farnesiani), porten el mateix nom que el jardí de la família al Palatí a Roma, i són un esplèndid exemple de jardí a la italiana del Renaixement tardà, realitzat a través d'un sistema de terrasses fixades als murs de la vil·la, al terra d'on emergeix la construcció. Els treballs per al jardí, començats l'any 1565 per Giacomo de la Duca, utilitzant per a les terrasses la terra de l'excavació dels fonaments de l'Església del Gesù a Roma, s'acaben l'any 1630, sota la direcció de Girolamo Rainaldi.
Taddeo Zuccaro, assistit de Giovanni De Vecchi, hi pinta frescos sobre els fets de la vida dels Farnese, els Fastos Farnese, que han estat famosos en la carrera d'armes, o que han pogut merèixer altres glòries. S'ha d'assenyalar també la decoració de la Sala del Mapamundi, degut a Giovanni Antonio da Varese, anomenat el Venosino.

## Notorietat

### El palau vist pels pintors

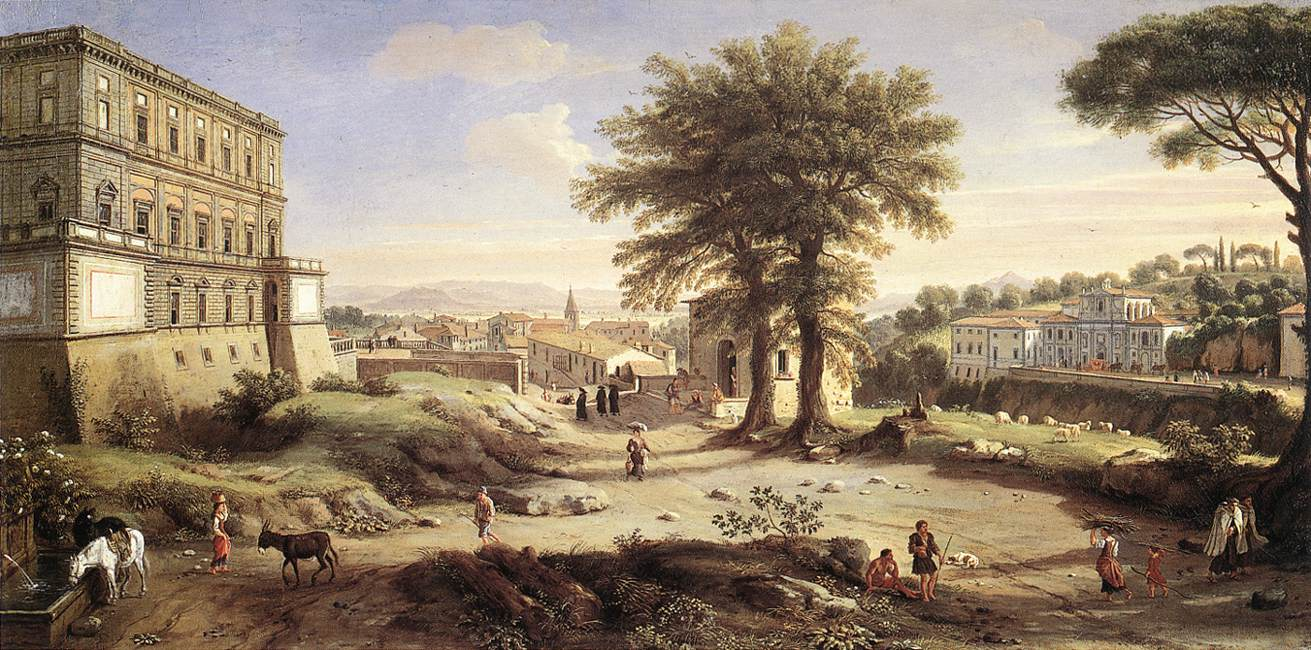
Vista exterior per Caspar van Wittel
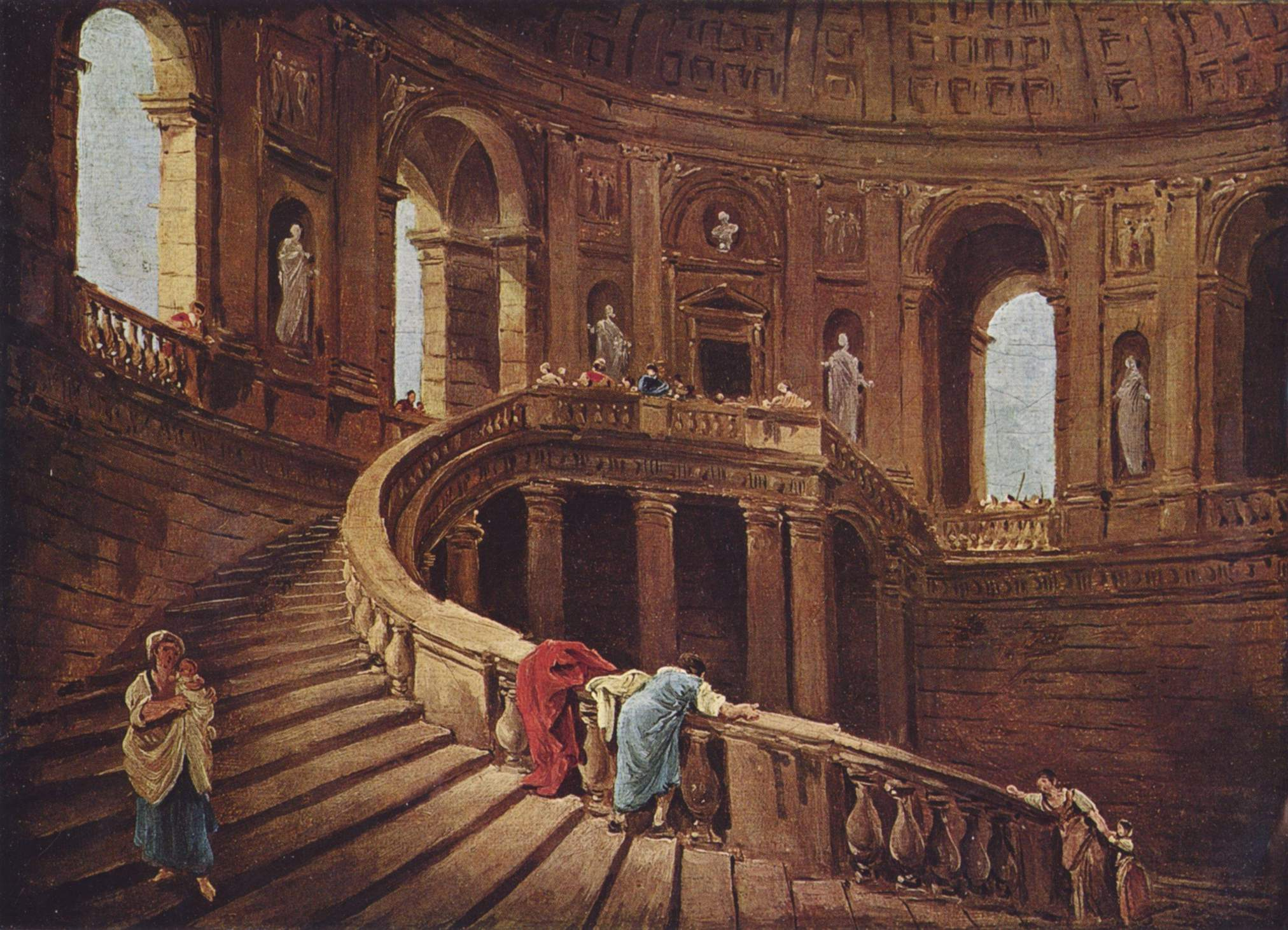
Escala envoltant el palau Farnese a Caprarola per Hubert Robert.

### El palau per Vignole

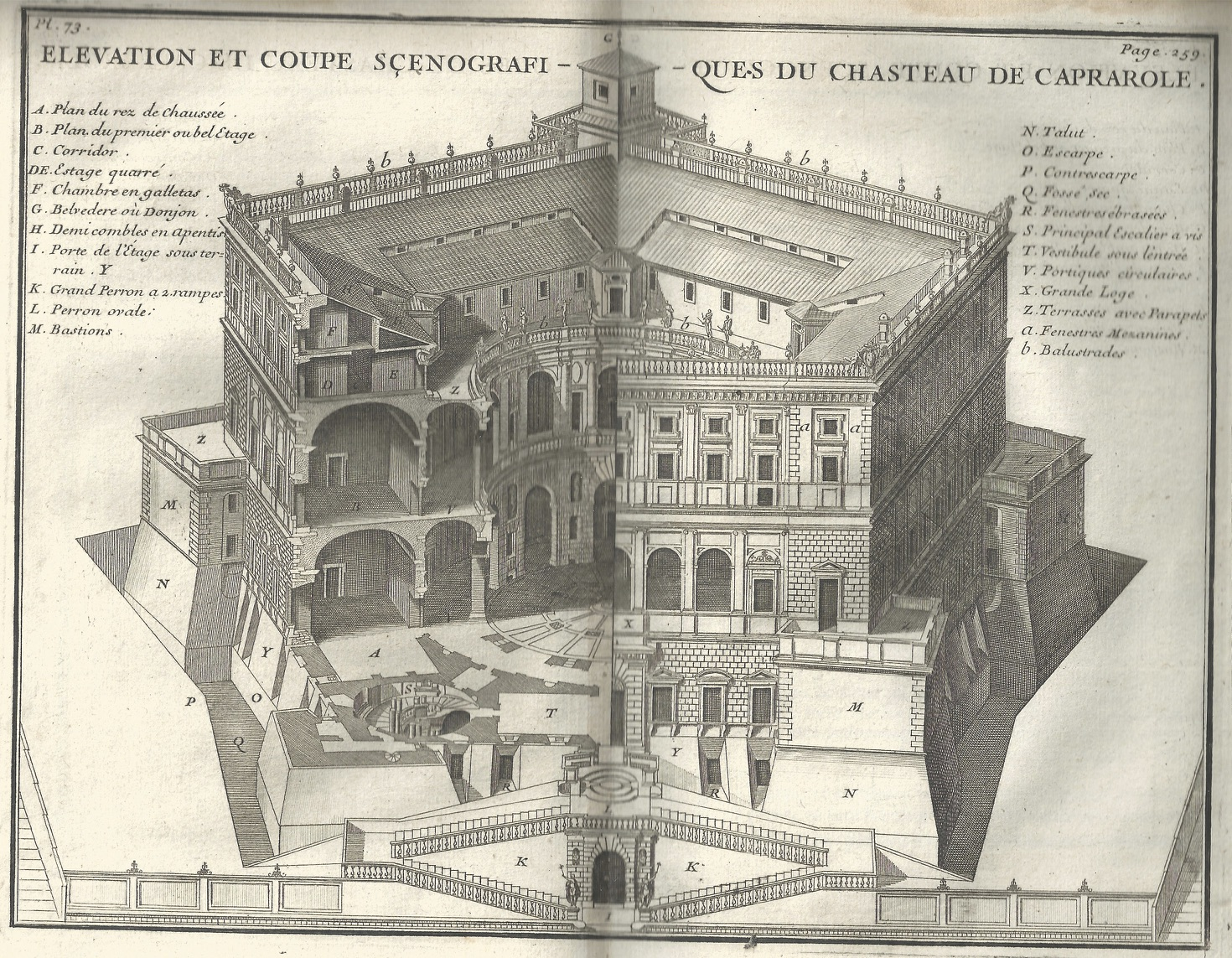
Copa de la Vil·la Farnese a Caprarole (Itàlia), 1720 per Daviler
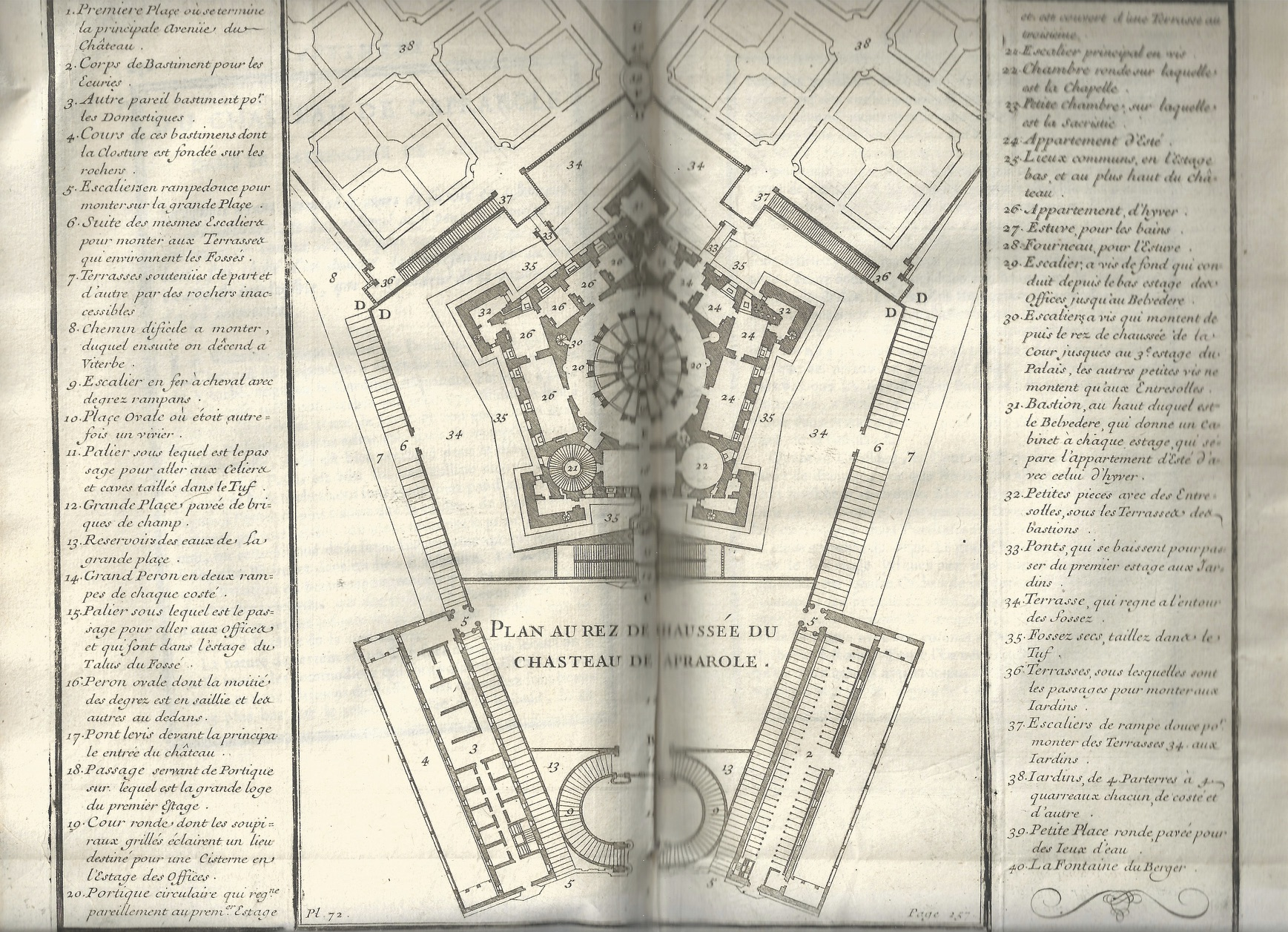
Pla de la Vil·la Farnese a Caprarole (Itàlia), 1720 per Daviler

### Cinema
- Diversos episodis de la sèrie Els Médicis: Mestres de Florence.[7]